# Anisodes contractata
Anisodes contractata är en fjärilsart som beskrevs av Walker 1862. Anisodes contractata ingår i släktet Anisodes och familjen mätare. Inga underarter finns listade i Catalogue of Life.